# Domenico Gnoli (poeta e storico)
Il conte Domenico Gnoli (Roma, 6 novembre 1838 – Roma, 12 aprile 1915) è stato un poeta, storico dell'arte e bibliotecario italiano.

## Biografia
Domenico Gnoli nacque a Roma dal conte Tommaso (1797-1874), ferrarese d'origine, uomo di legge, letterato e poeta, e da Maddalena Dini (1807-1850), umbra, di nobile famiglia originaria di Gioiella, amica di Pietro Giordani. Ebbe nove fratelli e sorelle, tre dei quali morti prematuramente; due sorelle furono loro stesse poetesse, Teresa e Elena.
Gnoli studiò presso il Collegio Romano e si laureò in legge alla Sapienza. Esercitò la professione di avvocato e dopo l'annessione di Roma fu professore di italiano al Liceo Visconti. Nel novembre 1880 divenne professore di letteratura italiana all'Università di Torino. Dal 1º ottobre 1881 venne nominato prefetto della Biblioteca Nazionale Centrale di Roma.
Nel 1864 sposò la perugina Giuseppina Angelini, dalla quale ebbe 8 figli: fra loro, Ester (1862-1923), andata in sposa a Karl Vossler; Tommaso (1874-1958), critico letterario, germanista e traduttore dal tedesco; Umberto (1878-1947), storico dell'arte, che diverrà padre di un artista di fama internazionale, omonimo del nonno, Domenico Gnoli.
Nel 1909 con grande dispiacere dovette lasciare la direzione della Biblioteca Nazionale Centrale di Roma, mitigato dal passaggio alla Biblioteca Lancisiana. Dal 1910 alla morte diresse la Biblioteca Angelica di Roma, mantenendo la direzione della Lancisiana.
Morì a Roma il 12 aprile 1915. Antinterventista, il suo ultimo contributo è stato l'opuscolo La neutralità degli spiriti.

## Opere
Iniziò a pubblicare poesie nel 1856, con un opuscolo in cui compare una sua ballata insieme a versi delle sorelle Teresa ed Elena e del padre. Il primo volume di poesie, Versi, uscì con uno pseudonimo, Dario Gaddi.
Nel 1879 uscì la seconda raccolta di poesie, Odi Tiberine, firmata con il suo vero nome e con la quale inaugurò la fase “tiberina” delle sue opere, pubblicando di seguito Nuove odi tiberine e i due volumi Vecchie e nuove odi tiberine.
Il 1896 fu un anno ricco di avvenimenti per il poeta, sia perché pubblicò un nuovo libro, Eros, con lo pseudonimo Gina D'Arco, sia perché in quell'anno morì la moglie, Giuseppina. Per il poeta, rimasto profondamente sconvolto per la perdita della moglie, iniziò una nuova giovinezza grazie alla relazione con la poetessa veneta di origine armena Vittoria Aganoor. Quando la incontrò per la prima volta, a Venezia, nel 1898, Vittoria Aganoor aveva 43 anni.
Da questa relazione, che produsse grandi sofferenze a Gnoli, nacque un altro alter ego, quello più famoso, Giulio Orsini. Con questo pseudonimo Gnoli pubblicò le raccolte poetiche di maggior successo: Orpheus (1900), Fra terra ed astri (1903), Jacovella, (1905). In Poesie inedite ed edite. Fra terra ed astri – Jacovella – Oleandri – Solitudini – Eros – Odi tiberine (1907) e I Canti del Palatino. Nuove solitudini (1923) compare sia il suo vero nome sia lo pseudonimo. Due sue poesie sono state musicate da Malipiero. Per incarico del Comune di Roma ha dettato il testo di epigrafi.

## Storico, critico d'arte e critico letterario
Domenico Gnoli fu un intellettuale eclettico e, oltre alle opere in poesia, va ricordato anche per i suoi lavori come critico d'arte, storico e critico letterario; fondò e diresse la rivista «Archivio Storico dell'Arte», una delle più autorevoli riviste sull'argomento; come specialista del Rinascimento pubblicò saggi su Raffaello, Michelangelo e Bramante. Per breve tempo ha diretto la «Nuova Antologia» e la «Rivista d'Italia». Grazie a un suo intervento, il Comune di Roma, che aveva deciso di abbattere la casa del Burcardo in via del Sudario, vi rinunciò e anzi promosse il restauro dell'edificio.
Del 1909 è Have Roma: chiese, monumenti, case, palazzi, piazze, fontane, ville, una guida illustrata di Roma, dal Medioevo al Settecento.
Critico letterario di spicco, tra Otto e Novecento, Gnoli ha tradotto Goethe, è stato il primo biografo di Belli, è stato membro della Accademia di San Luca, dell'Accademia Tiberina, dell'Accademia dell'Arcadia. Ha pubblicato l'antologia dei poeti della Scuola Romana, grazie all'utilizzo di opuscoli rari e di manoscritti. Il suo immenso archivio è stato dagli eredi versato, in parte alla Biblioteca Angelica, in parte alla Biblioteca Nazionale Centrale di Roma.

### Opere poetiche
- Versi, Imola, Tip. D'Ignazio Galeati e Figlio, 1871.
- Gli amori di Volfango Goethe, trad. di D. Gnoli, Livorno, Francesco Vigo, 1875.
- Odi tiberine, Roma e Torino, Ermanno Loescher, 1879.
- Nuove odi tiberine, Roma, Loescher, 1885.
- Eros, Roma, Forzani e C., 1896.
- Vecchie e nuove odi tiberine, Bologna, Ditta Nicola Zanichelli, 1898, 2 voll.
- Orpheus, 1901.
- Fra terra ed astri, Roma-Torino, Roux & Viarengo, 1903 [nuova ed., a cura di John Butcher, Bologna, Nuova S1, 2008].
- Jacovella, Torino-Roma, Roux e Viarengo, 1905.
- Poesie edite ed inedite. Fra terra ed astri - Jacovella - Oleandri - Solitudini - Eros - Odi tiberine, Torino-Roma, Società Tipografico-Editrice Nazionale, già Roux e Viarengo, 1907.
- I Canti del Palatino. Nuove solitudini, a cura di Tommaso Gnoli, Milano, Fratelli Treves, 1923.

### Altre opere
- Vittoria Accoramboni. Storia del secolo XVI, Firenze, Successori Le Monnier, 1870.
- Nella inaugurazione del Liceo Ennio Quirino Visconti, Roma, Tipografia Rechiedei e Ripamonti, 1871.
- Studi letterari, Bologna, Nicola Zanichelli, 1883.
- L'insegnamento dell'italiano, 1895.
- Have Roma. Chiese – Monumenti – Case – Palazzi – Piazze – Fontane – Ville, Roma, Walter Modes, 1909.
- I Poeti della Scuola romana (1850-1870), Bari, Laterza, 1913, SBN LIA0064638.
- La neutralità degli spiriti, 1915.
- La Roma di Leone X, a cura di Aldo Gnoli, Milano, Ulrico Hoepli, 1938.

## Versi musicati
- Roma a Vittorio Emanuele re d'Italia, musica di Gaetano Magazzari, 1871.
- Versi di Giulio Orsini, musica di Gennaro Napoli, post 1908.
- Il cuore d'Italia, musica di Alessandro d'Este, 1912.
- Fuga d'ale e Onomasticon (in traduzione da J. W. Goethe), musica di Gian Francesco Malipiero, 1914.

## Epigrafi
- A Domenico Zampini (Domenichino), 1872. Roma, via San Martino ai Monti, 20.
- A Silvio Spaventa, 1889-91. Roma, via Due Macelli.
- A Benedetto Cairoli, 1893-96. Roma, piazza San Carlo ai Catinari.
- Per il restauro del Palazzo dei Conservatori, 1903. Roma, Palazzo dei Conservatori.
- A Ludovico Ariosto. Roma, piazza del Pantheon.
- A J. W. Goethe. Roma, via del Corso (Casa di Goethe).
- Ai bersaglieri morti a Sciarra esc-Sciat. Roma Caserma dei Bersaglieri in Trastevere.
- A Galileo Galilei. Roma, Villa Medici.